# Les Écrits de Sartre
Les Écrits de Sartre est un volume de Michel Contat et Michel Rybalka paru en 1970, qui présente une chronologie et une bibliographie commentée des œuvres de Jean-Paul Sartre jusqu'en 1969.

## Description
511 textes sont référencés et présentés pour la période de 1923 à 1969.
Les présentations sont parfois accompagnées d'extraits plus ou moins longs. De nombreux textes difficilement trouvables sont reproduits dans un appendice.
Appendice II : Textes retrouvés
- L'Ange du morbide
- Jésus la Chouette, professeur de province
- La théorie de l'État dans la pensée moderne française
- Légende de la vérité
- L'art cinématographique
- Nourritures
- Portraits officiels
- Visages
- Bariona, ou le Fils du tonnerre
- Moby Dick d'Herman Melville
- La Mort dans l'âme (pages du journal)
- Drieu la Rochelle ou la haine de soi
- À propos de l'existentialisme : Mise au point
- La libération de Paris : Une semaine d'apocalypse
- Sculptures à n dimensions
- Écrire pour son époque
- Le processus historique
- Nick's Bar, New York City
- Pour un théâtre de situations
- Présence noire
- La Rencontre ou Œdipe et le Sphinx
- Il nous faut la paix pour refaire le monde
- De la vocation d'écrivain
- La vie commence demain, film de Nicole Vedrès
- Les Animaux malades de la rage
- Julius Fucik
- Tableau inédit de Nekrassov
- Brecht et les classiques
- Entretien de Sartre avec Francis Jeanson
- Soledad, de Colette Audry
- Le cinéma nous donne sa première tragédie : Les Abysses
- Détermination et liberté